# Biomphalaria crequii
Biomphalaria crequii is een slakkensoort uit de familie van de Planorbidae. De wetenschappelijke naam van de soort is voor het eerst geldig gepubliceerd in 1907 door Courty.